# Greenland Holding
Greenland Holding Corporation, bekannt als Greenland Group, ist ein börsennotierter chinesischer Immobilienentwickler mit Sitz in Shanghai. Als Staatsunternehmen gegründet, ist es inzwischen teilweise privatisiert worden. Nach eigener Einschätzung war das Unternehmen im Jahr 2014 der größte Immobilienentwickler der Welt nach im Bau befindlichen Flächen und Umsatz.
2018 belegte das Unternehmen Platz 341 in der Forbes Global 2000-Liste der weltgrößten börsennotierten Unternehmen.

## Geschichte
Das Unternehmen wurde 1992 gegründet, um Grüngürtel in der Umgebung von Shanghai zu entwickeln. Ab etwa 2013 begann das Unternehmen, erhebliche Investitionen in Immobilienprojekte außerhalb Chinas zu machen, darunter sind Projekte in London, Sydney, Los Angeles, New York City und Toronto. Großprojekte, die derzeit entwickelt werden, sind u. a. das Wuhan Greenland Center, das eines der höchsten Gebäude der Welt werden wird.
Das Unternehmen expandiert zunehmend in neue Geschäftsbereiche, darunter Finanzen, Unternehmen, Hotelbetrieb, U-Bahn-Investitionen und Energie. Die Greenland Group besitzt zudem Anteile an dem chinesischen Fußballklub Shanghai Greenland Shenhua.
2018 belegte es Platz 1 in der Liste der am schnellsten wachsenden Unternehmen weltweit.
Mit der durch die Pleite des Entwicklers Evergrande ausgelösten Immobilienkrise in China geriet auch die Greenland Holding in finanzielle Schwierigkeiten. Im Juli 2023 geriet das Unternehmen mit einer Anleihe in Höhe von 432 Millionen Dollar in Verzug.

## Anteilseigner
Das Unternehmen ist seit 1993 börsennotiert. Derzeit befinden sich 46 % der Anteile im Besitz der Stadtregierung von Shanghai. Seit 2017 ist das Unternehmen Teil des SSE 50.